# Жадовка
Жадовка — рабочий посёлок в Барышском районе Ульяновской области России, центр Жадовского городского поселения.
Расположен у места впадения реки Самородки в Барыш, в 13 км к юго-западу от города Барыша.
Население — 1507 чел. (2021).

## История
Село основано в 1683 году симбирскими рейтарами братьями Дмитрием и Николаем Жадовскими. Здесь же землю получили конные казаки Л. Аристов, И. Зимнинский, Ф. Плешивцев, С. Ребровский и другие.
В конце XVII века в двух верстах от села был основан скит, затем преобразованный в Казанско-Богородицкий мужской монастырь. Это положило начало массовому паломничеству верующих в Жадовку и благоприятствовало развитию самого села.

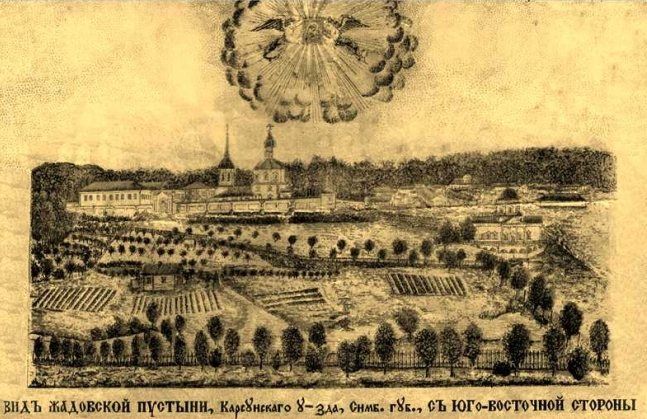
Вид Жадовской Казанской пустыни. Литография XIX в.

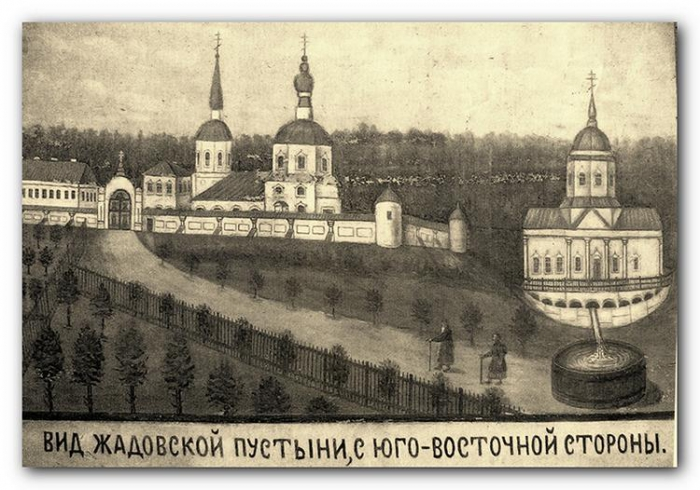
Вид Жадовской пустыни. Литография XIX в.

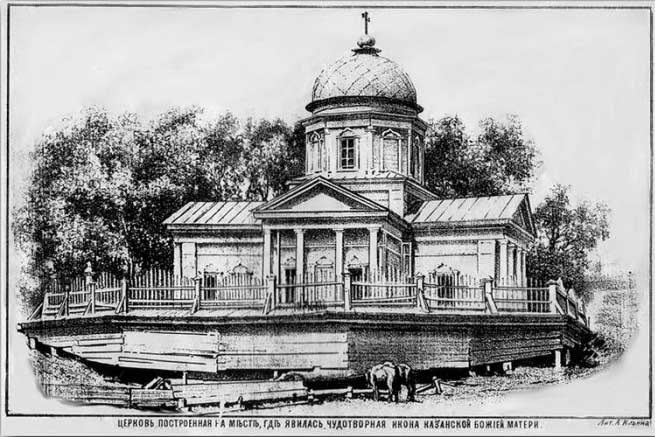
Храм иконы Богородицы Живоносный источник на роднике. Жадовская пустынь.

В 1714 году рядом с селом был основан Свято-Богородице-Казанский Жадовский мужской монастырь . Ныне находится в селе Самородки.
Монастырь к лету 1737 года организовал вблизи своего подворья ярмарку. Она проходила дважды в году (Рождественская и Никольская), и стала одной из крупнейших в губернии.
В 1780 году, при создании Симбирского наместничества, село Жадовка вошло в состав Канадейского уезда, в котором жило однодворцев — 19, помещичьих крестьян — 282, черкас владеленных — 1. С 1796 года село вошло в Карсунский уезд.
В конце 1840-х гг. появилась частная школа на 10-12 учащихся.
В 1859 году в селе в 161 дворе жило 1338 человек, две православные церкви, базар. Близ этого села находится Казанско-Богородская пустынь с церковью и часовней. При Пустыни бывает ярмарка.
В 1862 году в Жадовке числилось 12 кожевенных и 4 сыромятных заводов, маслобойка, чугунно-литейный завод, несколько шорных мастерских, монастырская водяная мельница.
В 1875—1895 гг. прихожанами построен каменный храм. Трёхпрестольный: главный — во имя Живоначальные Троицы, в северном приделе — во имя Святителя и Чудотворца Николая и в южном — во имя Архистратига Божия Михаила. Есть усыпальница.
Советская власть установилась в селе в конце 1917 году, и вскоре были национализированы литейно-механический завод и другие крупные предприятия.
В 1919 году здесь была создана сельскохозяйственная коммуна «Заря». Тогда же организовалась сапожная артель, работавшая на нужды Красной армии. Позднее на базе мелких кустарных была создана довольно крупная артель «Красный канатчик», появились мебельный и обувной цехи.
В 1920 году налажено производство цельнометаллических четырёхзубчатых вилок для нужд РККА.
Во время НЭПа в 1921 году десяти семьям из села, для освоения и проживания, были выделены участки земли. Место стало называться Жадовские выселки, в дальнейшем образовалась деревня Семи-Родники, ныне деревня Семиродники.
На 1924 год в Жадовский сельсовет входили: с. Жадовка, пос. Красильный и Суконная фабрика № 3.
1 мая 1924 года в селе Жадовка был открыт первый в Симбирской губернии памятник Ленину.
В 1930 году был образован колхоз «Смычка», в 1950 году преобразован в колхоз «Победа».
В 1933 году на месте уничтоженного пожаром деревянного цеха артели «Красный литейщик» появился кирпичный. Чугунными плитами жадовского производства были выложены полы на Новокузнецком металлургическом комбинате, Новосибирском машзаводе, в крупных цехах Новокраматорского трубопроводного предприятия.
В Великую Отечественную на фронт ушло около 700 жадовцев, вернулись 372.
В 1943—1956 годах — центр Жадовского района. С 1956 года — в Барышском районе.
В 1957 году из Сурского перебазирован совхоз-техникум, ставший Жадовским совхоз-техникумом, в 2000 году совхоз-техникум был преобразован в сельскохозяйственный техникум.
Статус посёлка городского типа — с 1967 года.
С 2004 года — центр Жадовского городского поселения.

## Население
| 1970  | 1979  | 1989  | 2002  | 2007  | 2009  | 2010  |
| ----- | ----- | ----- | ----- | ----- | ----- | ----- |
| 3761  | ↘3460 | ↘2387 | ↘2117 | ↘1881 | ↘1845 | ↘1753 |
| 2012  | 2013  | 2014  | 2015  | 2016  | 2017  | 2018  |
| ↘1722 | →1722 | ↘1694 | ↘1679 | ↘1637 | ↘1629 | ↘1594 |
| 2019  | 2020  | 2021  |       |       |       |       |
| ↗1608 | ↘1565 | ↘1507 |       |       |       |       |

## Известные уроженцы

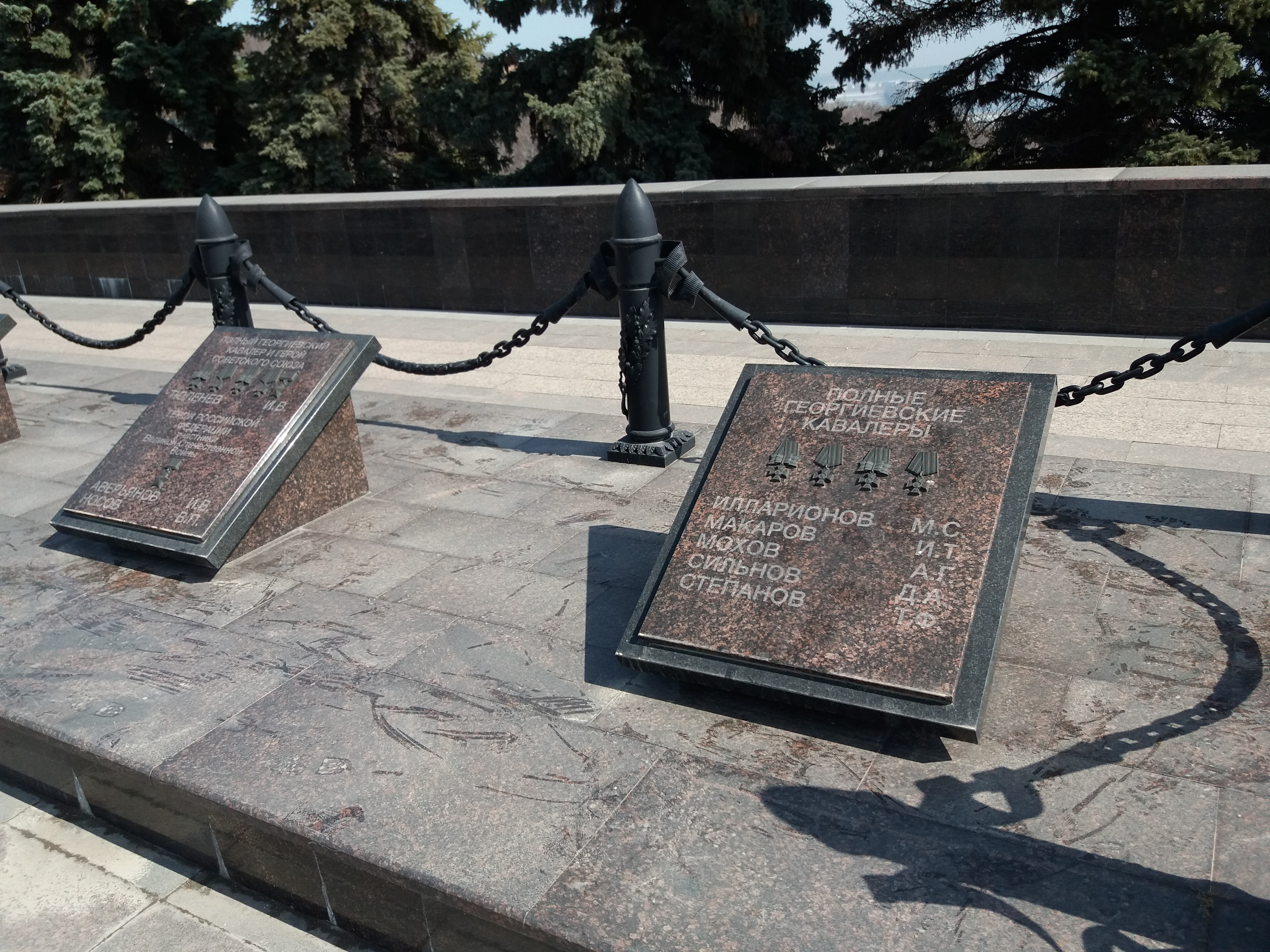
Мемориальная доска Д. А. Сильнову (Ульяновск)

- Молчанов Евгений Михайлович — Герой Советского Союза.
- Жегалов Леонид Васильевич — Герой Советского Союза.
- Преснякова Валентина Васильевна — российский, советский педагог. Народный учитель СССР (1980).
- Сильнов Дмитрий Андреевич — участник русско-японской войны, был награждён двумя Георгиевскими крестами и двумя медалями «За храбрость». В Первую мировую войну в составе Черноморского полка на Юго-Западном фронте воевал против австрийцев, домой вернулся полным Георгиевским кавалером[25][26][27][28][29].
- И. Н. Бирюков — участник восстания 1906 года на броненосце Черноморского флота «Князь Потёмкин-Таврический», впоследствии он стал первым председателем Жадовского сельсовета.
- А. И. Тезиков — служил в Брестской крепости, а в Первую мировую войну — командир орудия, награждён Георгиевским крестом.
- Солуянов Александр Иванович (1922—1998) — основатель Сенгилеевского районного краеведческого музея (ныне носит его имя), участник Великой Отечественной войны, «Почетный гражданин Ульяновской области» (2014)[30].
- Таисия Никитична Волгина (1903—1979) — советская альпинистка, рекордсменка мира. В честь неё назван пик Таи[31].
- Сучков Владимир Николаевич (1947 г. р.) — главврач ГУЗ «Центральная городская клиническая больница г. Ульяновска»[32].
- Земскова Мария Васильевна — советский хозяйственный, государственный и политический деятель, Герой Социалистического Труда, училась в местном техникуме.
- Рашитова, Танзиля Кабировна — Герой Социалистического Труда, училась в местном техникуме[33].

## Образование
В Жадовском сельскохозяйственном техникуме подготавливаются специалисты по следующим специальностям: ветеринария, экономика и бухгалтерский учёт, правоведение и многие другие. Обучение проводится как на бюджетной, так и на коммерческой основе.

## Достопримечательности
- Памятник участникам Великой Отечественной войны[34].
- С 2007 года в рабочем посёлке проходит традиционный региональный фестиваль народной песни имени Крыловых «Малиновый звон»[35].

## Инфраструктура
Жадовский сельскохозяйственный техникум, школа с детским садом, дом культуры и две библиотеки, филиал районной детской спортивной школы, отделение районной больницы с аптекой, почтовый узел связи, отделение Сбербанка, парикмахерская, кафе, 12 торговых предприятий. Есть участок районной коммунальной службы, пожарная часть, две хлебопекарни.